# Ramburs Blaupfeil
Der Ramburs Blaupfeil (Orthetrum coerulescens anceps, früher Orthetrum ramburii) ist eine Libelle der Familie der Segellibellen (Libellulidae). Er trägt den Namen des französischen Entomologen Rambur aus dem 19. Jahrhundert.

## Merkmale
Die Libellen haben eine Flügelspannweite von 5,5 bis 6,5 Zentimetern. Die Weibchen dieser Segellibellenart haben einen braunen und die Männchen einen leuchtend blauen Hinterleib. Die Tiere sind leicht mit anderen Orthetrum-Arten zu verwechseln, vor allem der Kleine Blaupfeil (Orthetrum coerulescens) ist nur durch Genitaluntersuchungen zu unterscheiden. Daher ist es fraglich, ob es sich bei Ramburs Blaupfeil tatsächlich um eine eigene Art handelt, er wird heute als eine Unterart des Kleinen Blaupfeils betrachtet.

## Lebensweise und Verbreitung
Ramburs Blaupfeil verhält sich ähnlich wie die anderen Blaupfeilarten. Die Männchen fliegen in schnellem Flug in der Nähe von Gewässern, um ihre Reviere zu verteidigen. Um sich auszuruhen, kehren sie aber immer wieder an den gleichen Sitzplatz zurück. Sie fliegen von Juni bis September. Die Weibchen legen ihre Eier unter der Bewachung der Männchen ab. Über die Entwicklung der Larven ist nichts bekannt.
Sie kommen im Süden der Mittelmeerländern, in Nordafrika, der Türkei und nach Osten bis Indien vor. Sie sind nicht anspruchsvoll, bevorzugen aber fließendes Wasser.